# Stylops cornii
Stylops cornii är en insektsart som beskrevs av Pierce 1909. Stylops cornii ingår i släktet Stylops och familjen stekelvridvingar. Inga underarter finns listade i Catalogue of Life.